# Pavel Pinigin
Pavel Pinigin (russe : Павел Павлович Пинигин ; iakoute : Пинигин Павел Павлович), né le 12 mars 1953, est un lutteur soviétique puis russe, spécialiste de la lutte libre.
Originaire du village de Diring, en Iakoutie, il commence la lutte à l'âge de onze ans et s'entraîne, à partir de 1966, sous la direction du célèbre Dmitri Korkine. Il se fait remarquer en 1972, en obtenant la seconde place d'un tournoi international organisé à Tbilissi. Cette performance lui permet d'accéder au titre de Maître des sports de l'URSS. Dans la foulée, il se classe second de la coupe du monde, de l'Universiade et du championnat d'URSS. Le succès vient avec des victoires au tournoi A.Medved en 1974 et à la Spartakiade en 1975. L'année suivante, il obtient la consécration en s'imposant aux Jeux olympiques de Montréal, dans la catégorie des poids légers, aux dépens de l'Américain Lloyd Keaser.
Quatre ans plus tard, lors des Jeux olympiques de Moscou, il échoue au pied du podium.
Pinigin a remporté trois fois les championnats du monde, deux fois la coupe du monde et une fois les championnats d'Europe.
Il est diplômé de l'Institut de culture physique de Kiev et de l'Académie de gestion du ministère de l'Intérieur.
Il a épousé Maria Kulchunova, championne olympique du relais 4 x 400 mètres aux JO de Barcelone en 1992.
Pavel Pinigin est extrêmement populaire en Iakoutie, où la distinction la plus importante de la République, l'ordre de l'Étoile polaire, lui a été remise. Son nom a été donné à un gisement aurifère, à un diamant de 63,37 carats ainsi qu'à un astéroïde.
Il est l'auteur de deux livres autobiographiques.
Pavel Pinigin s'est engagé en politique sous les couleurs de Russie unie, dont il a été nommé responsable pour la Yakoutie. Il a été élu député à l'assemblée de la République de Sakha, autre nom de la Yakoutie,.